# A2-es autópálya (Bulgária)

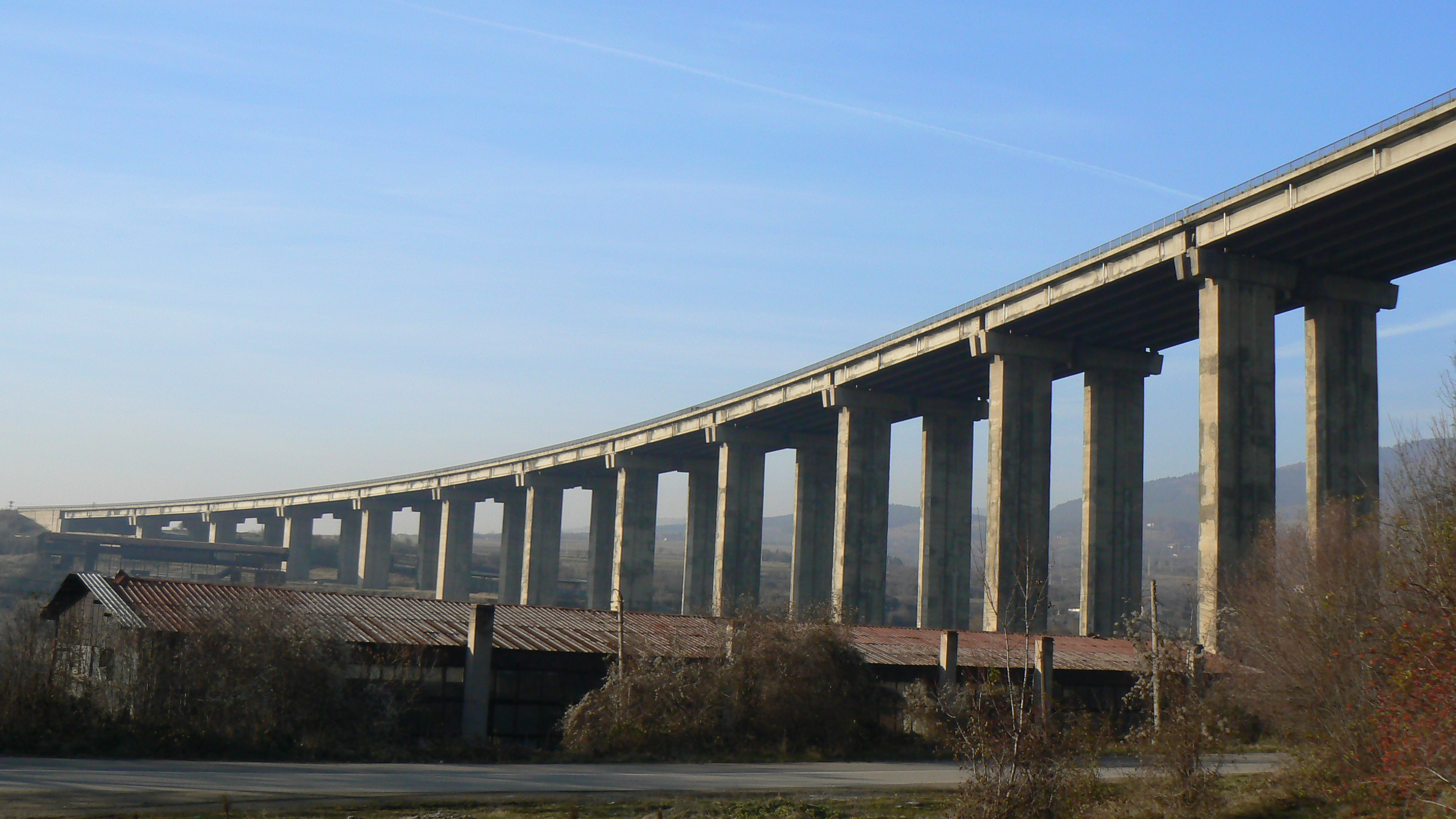
Egy völgyhíd a Hemuson, Stolnik és Eleshnitsa felett.

Az A2 (bolgárul: Aвтомагистрала Хемус) egy autópálya Bulgáriában. Hossza 433 km

## Útja
Szófia - Botevgrad - Pravec - Jablnica - Szevlievo - Veliko Tarnovo - Sumen - Kaszpicsan - Novi Pazar - Devnya - Várna